# Aurelia Bonet Hortelano
Aurelia Bonet Hortelano Valencia en 1927, es la primera doctora en Física y la primera mujer que forma parte del profesorado de Físicas de la recién creada Escuela Politécnica de Valencia en 1967.

## Biografía
Aurelia estudió de niña en el colegio de la Compañía de Santa Teresa de Jesús y en los años cincuenta se matricula en ciencias Químicas, momento en el que en la facultad de física de Valencia es cuna de la física de partículas. Tiene como profesor a Joaquín Catalá, catedrático de física, quien le ofrece entrar de ayudante en el Instituto de Física Corpuscular, que es considerado como el pionero de las investigaciones relacionadas con la técnica de las emulsiones fotográficas. Así realiza su tesis de física nuclear, el 4 de diciembre de 1958 lee su tesis doctoral titulada: ‘’Estudio de la reacción C12 (d, α) B10 mediante emulsiones fotonucleares’’, en la que obtuvo un sobresaliente cum laude.
Contrajo matrimonio con el también físico Eugenio Villar García con quien se trasladó a Cantabria por motivos laborales.
En 1971 entra a trabajar en la Facultad de Ciencias de Santander, en el Departamento de Física Aplicada, donde ayuda a la organización de la asignatura de Física General. En el año 1973 consigue la plaza por oposición como profesora adjunta en la Facultad de Ciencias de la Universidad de Cantabria y permanecerá como docente hasta su jubilación en el departamento de Física Aplicada.
Su labor docente no se ciñe exclusivamente a las clases en la facultad, sino que extiende su ámbito a actividades transversales como organización de las Olimpiadas de Física locales, publica trabajos de investigación en las áreas de Física Nuclear, Radioactividad y Medio Ambiente; participa en la elaboración de diversos estudios, como el realizado en la Sala de Polícromos de Altamira para establecer un régimen de visitas compatible con la conservación de las pinturas; o el estudio de la radioactividad en las aguas medicinales y en la leche cuando se produjo el escape de Chernobyl.
En 2006, la Dirección General de la Mujer del Gobierno de Cantabria la eligió como una de las Grandes Mujeres a las que se homenajeó el 8 de marzo, “por haber desarrollado una brillante carrera como profesora e investigadora universitaria, pese a haber sido madre de seis hijos”.
Fue nombrada Académica Correspondiente, en la Real Academia de Medicina de Cantabria el 31 de mayo de 2012.